# FC Hilversum
FC Hilversum is een amateurvoetbalclub uit Hilversum. Het eerste elftal speelt in de Derde klasse zaterdag (seizoen 2020/21).

## Geschiedenis
FC Hilversum werd op 30 augustus 1906 opgericht onder de naam Voorwaarts. Omdat die naam in de regio Utrecht al bezet bleek koos men voor Sparta, wat op zijn beurt weer werd gewijzigd in FC Hilversum. Vanaf 1912 werd onder die naam gespeeld in de Derde Klasse van de Nederlandsche Voetbalbond. Van 1955 tot 1968 speelde men betaald voetbal, vooral in de toenmalige tweede divisie en daarnaast in seizoen 1961/1962 een jaar in de eerste divisie. In 1969 betrok men het huidige onderkomen op Sportpark Crailoo.
Sinds 1998 speelt Hilversum in de hoogste klasse van het amateurvoetbal. In oktober 2006 werden de spelers Wim van Kippersluis en Michael Thé in het Westelijk elftal opgenomen voor de kwalificatiewedstrijden voor de UEFA-Regiobeker. Dankzij een derde plaats in het seizoen 2009/2010 promoveerde FC Hilversum naar de nieuw te vormen Topklasse in het seizoen 2010/2011, vergelijkbaar met het niveau van de voormalige tweede divisie waar de FC dus tot 1968 in verbleef. In 2011/12 degradeerde FC Hilversum weer naar de Hoofdklasse. In 2013 werd de zondagafdeling opgeheven.
Oud-topvoetballer Karel Bonsink, die onder andere speelde bij Ajax, FC Utrecht, FC Luik en Stade Rennes, was van seizoen 2001/02 tot en met seizoen 2012/13 hoofdtrainer van FC Hilversum.

## Erelijst
Districtsbeker Midden / West I
Winnaar in 1999 (M), 2002 (W)

## Competitieresultaten 2007–2023 (zaterdag)
| 3 5B |

| 8 4D |

| 5 4E |

| 2 4E |

| 11 3C |

| 4 4D |

| 5 3C |

| 5 3C |

| 1 3C |

| 6 3C |

| 7 3C |

| 3 3C |

| 3 3C |

| 1* 3C |

| 2* 3C |

| 7 3C |

| 1 3C |

| - 2B |

| Tweede klasse | Derde klasse | Vierde klasse |
| Vijfde klasse |              |               |

2015: de beslissingswedstrijd op 12 mei om het klassekampioenschap in 3C werd bij SV Zeist met 1-3 verloren van DHSC.

## Resultaten amateurvoetbal 1913–2013 (zondag)
| 3 3C |

| 1 3G |

| 4 |

| 8 2C |

| 5 2D |

| 1 2B |

| 1 2A |

| 5 2A |

| 2 2B |

| 1 2B |

| 7 |

| 1 2B |

| 3 2B |

| 1 2B |

| 3 |

| 6 |

| 7 |

| 4 |

| 4 |

| 6 |

| 4 |

| 10 |

| 2 2A |

| 3 2B |

| 1 2A |

| 3 2B |

| 1 2B |

| 5 |

| 7 2B |

| 7 2B |

| 9 2B |

| 10 2B |

|  |

| 6 2B |

| 8 2A |

| 7 2A |

| 10 2A |

| 2 3D |

| 2 3D |

| 2 3B |

| 4 3D |

| 2 3C |

| 1 3D |

| 10 C |

| 5 B |

| 3 A |

| 4 A |

| 9 B |

| 2 |

| 14 B |

| 11 B |

| 12 A |

| 14 A |

| 12 A |

| 18 |

| 20 |

| 7 2B |

| 7 2B |

| 4 2B |

| 2 2B |

| 9 2B |

| 11 2B |

| 8 2B |

| 1 2B |

| 10 1A |

| 5 1A |

| 1 1A |

| 6 A |

| 5 A |

| 7 A |

| 13 A |

| 8 1A |

| 8 1A |

| 13 1A |

| 6 2B |

| 7 2B |

| 7 2B |

| 1 2B |

| 5 1A |

| 9 1A |

| 8 1A |

| 10 1A |

| 1 2B |

| 2 1A |

| 3 1A |

| 7 1A |

| 3 A |

| 8 A |

| 13 A |

| 3 1A |

| 13 A |

| 2 1A |

| 1 1A |

| 7 A |

| 12 A |

| 1 1A |

| 2 A |

| 3 A |

| 13 |

| 14 |

| 9 A |

| Eerste divisie | Eerste klasse(profniveau) | Tweede divisie | Topklasse | Hoofdklasse | Eerste klasse | Overgangsklasse | Tweede klasse | Derde klasse | Noodcompetitie |

In elke staaf van de grafiek staat van boven naar beneden vermeld: 
- Eindnotering

Dit is de positie die de club heeft bereikt in de competitie, zonder eventuele beslissings-, play-off- of nacompetitiewedstrijden die nodig zijn geweest om bijvoorbeeld de kampioen van de competitie te bepalen.
Indien een * achter het getal staat is de notering een tussenstand en kan het zijn dat de notering niet overeenkomt met de uiteindelijke eindstand van de competitie.
Staat er een - dan is het seizoen nog bezig en is er geen definitieve uitslag bekend.
Staat er xx op de positie van de notering, dan heeft de club vroegtijdig de competitie verlaten. Dit kan onder andere komen door terugtrekking van het team, faillissement van de club of door een uitgedeelde straf van de KNVB. In veel gevallen staat elders in het artikel de reden vermeld.
Staat er een ? dan is het resultaat uit het verleden onbekend, en is alleen de competitie of het niveau bekend van dat seizoen.
In de seizoenen 2019/20 en 2020/21 werd wegens de coronacrisis het amateurvoetbal afgebroken. Daardoor kennen deze staven geen eindklassering (middels -- weergegeven).
- Competitieniveau en afdelingsletter of Officiële eindstand Eredivisie
  - Competitieniveau en afdelingsletter

Hierbij geeft het getal het niveau weer, dat ook terug te vinden is in de legenda. De letter is de afdelingsaanduiding en wordt gebruikt wanneer er meer afdelingen zijn op hetzelfde niveau. De afdelingsletter is altijd een hoofdletter en wordt meestal zonder nummer gebruikt.
Voorbeeld: 2F is niveau 2e klasse competitie F.
Het competitieniveau en nummer wordt niet vermeld wanneer er slechts één competitie van dit niveau was.
  - Officiële eindstand Eredivisie (getal staat tussen haakjes vermeld)

Sinds de introductie van play-offwedstrijden voor Europees voetbal na afloop van de reguliere competitie in 2005/06, is de KNVB verplicht een eindstand van de Eredivisie door te geven aan de UEFA aan de hand van deze play-offwedstrijden.
Bij deze eindstand staan clubs die zich hebben gekwalificeerd voor Europees voetbal hoger dan clubs die zich niet wisten te kwalificeren. Indien er geen verschil was tussen de eindnotering en de officiële eindstand, staat dit getal niet vermeld.

- Onderafdeling

Hier staat afgekort de naam van de onderafdeling indien de club in dat jaar in een onderafdeling uitkwam. Tevens staat deze afkorting in de legenda en wordt gelinkt naar het artikel over deze onderafdeling. Deze afkorting wordt alleen vermeld wanneer de club in het verleden in verschillende onderafdelingen heeft gespeeld. Deze vermelding is in de staaf altijd in kleine letters. Deze onderafdelingen zijn na het seizoen 1995/96 afgeschaft. Heeft de club in slechts één onderafdeling gespeeld, dan is dit alleen terug te vinden in de legenda.
Onder de staaf staat het jaartal vermeld waarin het seizoen is afgesloten. 15 verwijst naar het seizoen 2014/15 of eventueel het seizoen 1914/15.
Wanneer een staaf leeg is, zijn deze gegevens niet bekend. Het kan ook zijn dat de club dat seizoen niet heeft meegespeeld op het hogere amateurniveau, vroegtijdig de competitie heeft verlaten of uit de competitie is gezet.

In het seizoen 1944/45 was er wegens de Tweede Wereldoorlog geen regulier competitievoetbal.

## Betaald voetbal

### Seizoensoverzichten
| Resultaten van Hilversum sinds de toetreding in het betaald voetbal in 1955 | Resultaten van Hilversum sinds de toetreding in het betaald voetbal in 1955 | Resultaten van Hilversum sinds de toetreding in het betaald voetbal in 1955 | Resultaten van Hilversum sinds de toetreding in het betaald voetbal in 1955 | Resultaten van Hilversum sinds de toetreding in het betaald voetbal in 1955 | Resultaten van Hilversum sinds de toetreding in het betaald voetbal in 1955 | Resultaten van Hilversum sinds de toetreding in het betaald voetbal in 1955 | Resultaten van Hilversum sinds de toetreding in het betaald voetbal in 1955 | Resultaten van Hilversum sinds de toetreding in het betaald voetbal in 1955 | Resultaten van Hilversum sinds de toetreding in het betaald voetbal in 1955 | Resultaten van Hilversum sinds de toetreding in het betaald voetbal in 1955 | Resultaten van Hilversum sinds de toetreding in het betaald voetbal in 1955 | Resultaten van Hilversum sinds de toetreding in het betaald voetbal in 1955 |
| Seizoen                                                                     | Competitie                                                                  | Competitie                                                                  | Competitie                                                                  | Competitie                                                                  | Competitie                                                                  | Competitie                                                                  | Competitie                                                                  | Competitie                                                                  | Competitie                                                                  | Kwalificatie                                                                | KNVB Beker                                                                  | Bijzonderheid                                                               |
| Seizoen                                                                     | Divisie                                                                     | GW                                                                          | W                                                                           | G                                                                           | V                                                                           | PNT                                                                         | DV                                                                          | DT                                                                          | POS                                                                         | Kwalificatie                                                                | KNVB Beker                                                                  | Bijzonderheid                                                               |
| --------------------------------------------------------------------------- | --------------------------------------------------------------------------- | --------------------------------------------------------------------------- | --------------------------------------------------------------------------- | --------------------------------------------------------------------------- | --------------------------------------------------------------------------- | --------------------------------------------------------------------------- | --------------------------------------------------------------------------- | --------------------------------------------------------------------------- | --------------------------------------------------------------------------- | --------------------------------------------------------------------------- | --------------------------------------------------------------------------- | --------------------------------------------------------------------------- |
| 1955/56                                                                     | Eerste klasse C                                                             | 30                                                                          | 10                                                                          | 8                                                                           | 12                                                                          | 28                                                                          | 58                                                                          | 78                                                                          | 10e                                                                         | Tweede divisie                                                              | Geen bekertoernooi                                                          | Hilversum treedt toe tot het betaald voetbal                                |
| 1956/57                                                                     | Tweede divisie B                                                            | 28                                                                          | 12                                                                          | 8                                                                           | 8                                                                           | 32                                                                          | 63                                                                          | 49                                                                          | 5e                                                                          | –                                                                           | 1e ronde                                                                    | –                                                                           |
| 1957/58                                                                     | Tweede divisie A                                                            | 26                                                                          | 13                                                                          | 6                                                                           | 7                                                                           | 32                                                                          | 52                                                                          | 37                                                                          | 3e                                                                          | –                                                                           | Voorronde                                                                   | –                                                                           |
| 1959/59                                                                     | Tweede divisie A                                                            | 28                                                                          | 13                                                                          | 8                                                                           | 7                                                                           | 34                                                                          | 53                                                                          | 31                                                                          | 4e                                                                          | –                                                                           | 1e ronde                                                                    | –                                                                           |
| 1959/60                                                                     | Tweede divisie B                                                            | 24                                                                          | 6                                                                           | 10                                                                          | 8                                                                           | 22                                                                          | 26                                                                          | 33                                                                          | 9e                                                                          | –                                                                           | Geen bekertoernooi                                                          | –                                                                           |
| 1960/61                                                                     | Tweede divisie                                                              | 34                                                                          | 19                                                                          | 10                                                                          | 5                                                                           | 48                                                                          | 85                                                                          | 48                                                                          | 2e                                                                          | Rechtstreekse promotie                                                      | Groepsfase                                                                  | –                                                                           |
| 1961/62                                                                     | Eerste divisie B                                                            | 34                                                                          | 12                                                                          | 5                                                                           | 17                                                                          | 29                                                                          | 58                                                                          | 58                                                                          | 14e                                                                         | Rechtstreekse degradatie                                                    | 2e ronde                                                                    | –                                                                           |
| 1962/63                                                                     | Tweede divisie B                                                            | 32                                                                          | 11                                                                          | 8                                                                           | 13                                                                          | 30                                                                          | 36                                                                          | 48                                                                          | 11e                                                                         | –                                                                           | 2e ronde                                                                    | –                                                                           |
| 1963/64                                                                     | Tweede divisie A                                                            | 30                                                                          | 6                                                                           | 13                                                                          | 11                                                                          | 25                                                                          | 30                                                                          | 44                                                                          | 12e                                                                         | –                                                                           | 1e ronde                                                                    | –                                                                           |
| 1964/65                                                                     | Tweede divisie A                                                            | 30                                                                          | 9                                                                           | 5                                                                           | 16                                                                          | 23                                                                          | 32                                                                          | 48                                                                          | 14e                                                                         | –                                                                           | Kwartfinale                                                                 | –                                                                           |
| 1965/66                                                                     | Tweede divisie A                                                            | 28                                                                          | 5                                                                           | 9                                                                           | 14                                                                          | 19                                                                          | 27                                                                          | 47                                                                          | 12e                                                                         | –                                                                           | Groepsfase                                                                  | –                                                                           |
| 1966/67                                                                     | Tweede divisie                                                              | 44                                                                          | 14                                                                          | 5                                                                           | 25                                                                          | 33                                                                          | 45                                                                          | 72                                                                          | 18e                                                                         | –                                                                           | Geen deelname                                                               | –                                                                           |
| 1967/68                                                                     | Tweede divisie                                                              | 38                                                                          | 4                                                                           | 8                                                                           | 26                                                                          | 16                                                                          | 30                                                                          | 87                                                                          | 20e                                                                         | –                                                                           | Groepsfase                                                                  | Hilversum keert vrijwillig terug naar de amateurs                           |

### Topscorers
- 1955/56:  Hans Akkerman (11)
- 1956/57:  Evert Pluim (29)
- 1957/58:  Evert Pluim (15)
- 1958/59:  Evert Pluim (15)
- 1959/60:  Evert Pluim (7)
- 1960/61:  Evert Pluim (21)
- 1961/62:  Evert Pluim (14)
- 1962/63:  Nico van der Meer (9)
- 1963/64:  Gerard Hogenbirk (7)
- 1964/65:  Leen Vermeulen (9)
- 1965/66:  Hans van Eikeren (7)
- 1966/67:  Martin de Nooy (15)
- 1967/68:  Hans van Eikeren (6)
0000000  Evert van Ginkel (6)

### Trainers
- 1955–1956:  Wim Vaal
- 1956–1957:  Piet van Houwelingen
- 1957–1959:  Jan Vonk
- 1959–1962:  Evert Teunissen
- 1962–1964:  Dick Maurer
- 1964–1968:  Wim Vaal